# لویس یانگ
لویس یانگ (انگلیسی: Lewis Young؛ زادهٔ ۲۷ سپتامبر ۱۹۸۹) بازیکن فوتبال اهل بریتانیا است.
از باشگاه‌هایی که در آن بازی کرده‌است می‌توان به باشگاه فوتبال فارست گرین راورز، باشگاه فوتبال نورث‌همپتون تاون، باشگاه فوتبال برتون آلبیون، باشگاه فوتبال بری، باشگاه فوتبال یئوویل تاون، باشگاه فوتبال آلدرشات تاون، باشگاه فوتبال هرفورد یونایتد، باشگاه فوتبال کراولی تاون، و باشگاه فوتبال واتفورد اشاره کرد.